# ダテ薬局
ダテ薬局（だてやっきょく）は、医薬品・化粧品・の小売を中心とする岡山県内の企業である。

## 概要
本社は岡山県玉野市築港（本部は同市宇野）にある。伊達英次が創業者であり、現在は伊達元英が代表取締役である。
店舗
- 宇野店：岡山県玉野市宇野8-3-10
- メルカ店：岡山県玉野市宇野1-38-1（ショッピングモールメルカ1階）
- 東高崎店：岡山県玉野市東高崎26-21
- 彦崎店：岡山県岡山市南区彦崎2907-3
- 藤田店：岡山県岡山市南区藤田674-18
- 日比店：岡山県玉野市羽根崎町5-3
- だてや：岡山県玉野市宇野1-38-1（ショッピングモールメルカ2階）
- 田井店：岡山県玉野市田井3-2-12
- ダテ・ライフ・ウエルネス：岡山県岡山市南区西紅陽台2-58-464

## 沿革
- 大正6年「伊達薬業」を創業
- 大正14年ダテ薬局玉店開局
- 昭和22年資本金3,000万円で「株式会社ダテ薬局」設立
- 昭和39年12月岡山市の「明和薬品」・倉敷市の「伊達薬業」卸部門・津山市の「津山薬品」が合併し岡山市に「新和薬品株式会社」設立
- 昭和45年ダテ薬局宇野店開局
- 平成5年ダテ薬局メルカ店開局
- 平成12年ダテ薬局東高崎店開局、居宅介護支援事業開始
- 平成15年彦崎薬局を吸収合併、ダテ薬局彦崎店として開局
- 平成22年ダテ薬局藤田店開局
- 平成24年ダテ薬局日比店開局
- 平成29年ショッピングモールメルカの改装に伴い、だてや開店
- 平成31年4月ダテ薬局田井店開局
- 令和元年5月福祉用具レンタル・販売事業のダテ・ライフ・ウエルネス開設
- 令和4年10月 経営譲渡を受け、ダテ薬局 清輝橋店 在宅支援センターを開局

,